# 乔治娜·惠特克罗夫特
乔治娜·惠特克罗夫特（英語：Georgina Wheatcroft，1965年11月30日—），旧姓霍克斯（Hawkes），加拿大女子冰壶运动员。她曾代表加拿大参加2002年冬季奥林匹克运动会冰壶比赛，获得一枚铜牌。她也曾获1987年和2000年世界女子冰壶锦标赛冠军。